# Offendorf (Bas-Rhin)
Offendorf ist eine französische Gemeinde mit 2.493 Einwohnern (Stand 1. Januar 2021) im Département Bas-Rhin in der Region Grand Est (bis 2015 Elsass).

## Geografische Lage
Offendorf liegt in der Oberrheinischen Tiefebene direkt am Rhein und somit an der deutsch-französischen Grenze, etwa 20 Kilometer nördlich von Straßburg. Das Dorf kennzeichnet ein sternförmiges Straßennetz. Unweit von Offendorf mündet seit Anfang der 1970er Jahre die Ill, die über die Staustufe Gambsheim hinaus verlängert wurde, in den Rhein. Das Ortsgebiet wird vom Fluss Landgraben und seinem Zufluss Muhlrhein durchquert.

## Geschichte

### Mittelalter
Die Herrschaft Lichtenberg kaufte das Dorf Offendorf 1342 von den Grafen von Ötingen. Zwischenzeitlich verpfändet, wurde das Dorf 1401 wieder ausgelöst. Als nach Gebietserwerb im 14. Jahrhundert die Ämter Ingweiler und Buchsweiler der Herrschaft Lichtenberg zu umfangreich gewordenen waren und neu organisiert werden mussten, wurde zu Beginn des 15. Jahrhunderts unter anderem das Amt Pfaffenhofen ausgegliedert und verselbständigt. Als auch dieses durch weiteren Gebietszuwachs erneut geteilt werden musste, entstand das Amt Offendorf noch vor 1440, zu dem auch das Dorf Offendorf gehörte, nach dem das Amt benannt war und in dem sich der Sitz des Amtmannes befand.
Elisabeth, eine der beiden Erbtöchter Ludwigs V. von Lichtenberg (* 1417; † 1474), heiratete Graf Simon IV. Wecker von Zweibrücken-Bitsch. Nach dem Tod des letzten Lichtenbergers, Jakob von Lichtenberg, eines Onkels von Elisabeth, erbte sie die Hälfte der Herrschaft Lichtenberg, zu der auch das Amt Offendorf – und damit Offendorf – gehörte.

### Frühe Neuzeit
Graf Jakob von Zweibrücken-Bitsch (* 1510; † 1570) und sein schon 1540 verstorbener Bruder Simon V. Wecker hinterließen nur jeweils eine Tochter als Erbin. Die Tochter des Grafen Jakob, Margarethe (* 1540; † 1569), war mit Philipp V. von Hanau-Lichtenberg (* 1541; † 1599) verheiratet. Zu dem sich aus dieser Konstellation ergebenden Erbe zählte auch die zweite, nicht bereits in der Grafschaft Hanau-Lichtenberg liegende Hälfte der ehemaligen Herrschaft Lichtenberg und darin auch das Amt Offendorf mit Offendorf. Der zu diesem Zeitpunkt regierende Graf Philipp IV. von Hanau-Lichtenberg (1514–1590) führte die Reformation in seiner Grafschaft und auch den durch die Erbschaft hinzu gewonnenen Gebieten konsequent durch, die nun lutherisch wurden.
Mit der Reunionspolitik Frankreichs unter König Ludwig XIV. kam das Amt Offendorf unter französische Oberhoheit. Im Zuge dieses Prozesses erhielt Offendorf auch wieder eine römisch-katholische Pfarrei.
Nach dem Tod des letzten Hanauer Grafen, Johann Reinhard III. 1736, fiel Hanau-Lichtenberg – und damit auch das Amt Offendorf – an den Sohn seiner einzigen Tochter, Charlotte, Landgraf Ludwig (IX.) von Hessen-Darmstadt. Mit dem durch die Französische Revolution begonnenen Umbruch wurde Offendorf französisch.
Die Synagoge von Offendorf wurde 1940 unter deutscher Besatzung geplündert und zerstört. Die in Offendorf verbliebenen jüdischen Einwohner wurden nach Südfrankreich deportiert.

### Bevölkerungsentwicklung
| 1798 | 1910  | 1962 | 1968 | 1975 | 1982 | 1990 | 1999 | 2006 | 2018 |
| ---- | ----- | ---- | ---- | ---- | ---- | ---- | ---- | ---- | ---- |
| 76   | 1.143 | 1664 | 1829 | 1790 | 1734 | 1640 | 1886 | 2024 | 2486 |

|  |  |

## Wirtschaft
Offendorf ist bekannt für den einheimischen Schiffbau, der bis 2006 existierte und in Familienbesitz war. Heute existiert dort noch ein Museum mit Schiffen.